# 舩後靖彥
舩後靖彦（ふなご やすひこ、1957年10月4日—），日本的政治家。令和新選組所属参議院議員。（另一位木村英子）他被診斷出患有ALS，失去了很多活動能力，需要專職護理人員。

## 人物
岐阜縣岐阜市出生。10歳時移居千葉縣千葉市、千葉縣立千葉南高等學校經歷、拓殖大学政経學部畢業。
大学畢業後欲成為音樂家、1982年、就職于酒田時計貿易株式会社。28歲結婚。

## 個人
他的愛好是彈吉他，並在千葉市舉辦名為“ Fungo Family Live”的現場活動。年輕的時候，他就有能力成為一名專業人士。ALS發作後，他只寫了歌詞，但在2010年擔任湘南技術學院的助手時，他與學生合作創建了一個系統，即使是全身癱瘓的人也可以彈吉他。2010年，他又在舞台上作為一般癱瘓的吉他手。
他與木村英子一起在2019年大選令和新選組黨的比例代表名單上當選。

## 著書

### 書籍
- 生きる力―神経難病ALS患者たちからのメッセージ（2006/11/28、岩波書店、ISBN 978-4000093897 ） 編：「生きる力」編集委員会（共著）

## 另見
- 相關人物
  - 八代英太，日本首位身障國會議員（1977年）
  - 木村英子，與舩後同屆當選的同黨黨員
  - 橫澤高德，與舩後同屆當選，選後加入國民民主黨

## 相關項目
- 木村英子

## 外部連結
- 参議院議員　舩後靖彦　事務所的X（前Twitter）
- 舩後靖彦（参議院議員）的Facebook專頁